# Hydraulický tkací stroj

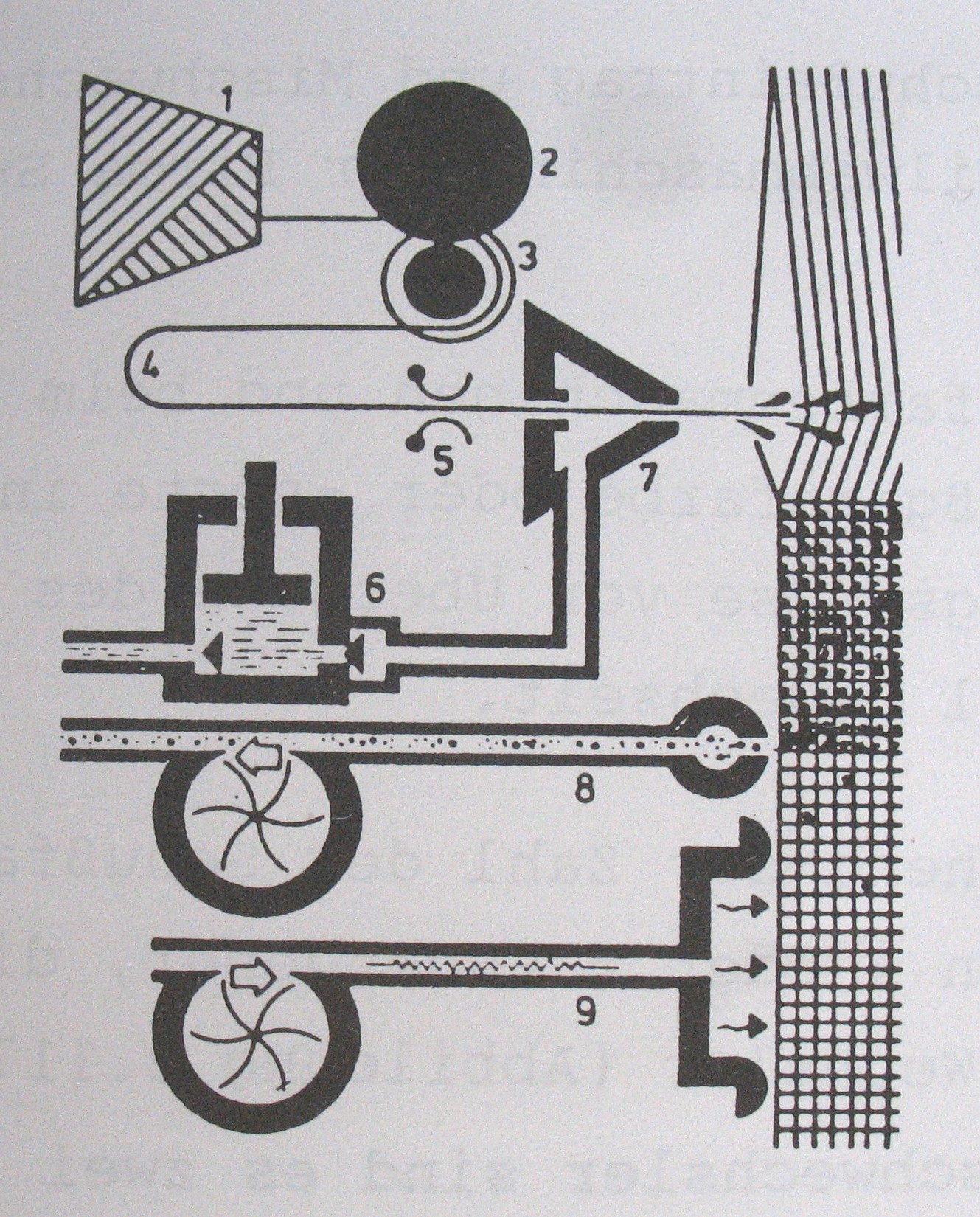
Schéma funkce hydraulického tkacího stroje

Hydraulický tkací stroj (anglicky water jet loom; německy Wasserdüsen-Webmaschine) je stroj se systémem zanášení útku s pomocí vodního paprsku. 

## Funkce a použití hydraulického stroje
Funkce zařízení  k zanášení útku a k sušení hotové tkaniny je schematicky znázorněna na nákresu:
Útková nit se odebírá z cívky (1), délka niti odměřená ústrojím 2 a 3 se vede do dávkovače (4 a 5), který ji podává do trysky (7). Do trysky se zároveň vstřikuje z čerpadla (6) pod tlakem 0,5–1,5 kg/cm2 (cca 50–150 kPa) na každý prohoz útku 0,5–2,5 ml vody. Z hotové tkaniny se odstraňuje vlhkost odsáváním (8) a sušením horkým vzduchem (9). 
Hydraulické stroje se vyrábějí v pracovní šíři do 230 cm, jejich výkon může dosáhnout až 2300 metrů útku za minutu, spotřeba vody se kalkuluje 40 l/hod., spotřeba energie na zanášení útku je nižší, než u jiných systémů tkaní.
Stroje mají klidný chod, obsluha je poměrně jednoduchá, u lehčích a středně těžkých tkanin se na nich dá dosáhnout velmi dobré jakosti výrobků. Podstatná nevýhoda systému je v tom, že se na hydraulických strojích mohou racionálně zpracovávat jen příze ze syntetických filamentů. 

## Z historie hydraulických strojů
Vladimír Svatý, vynálezce systému zanášení útku vodním paprskem, nechal patentovat hydraulický stroj v roce 1950. První stroje (s pracovní šířkou 104 cm a výkonem cca 800 metrů útku za minutu) se vyráběly ve Zlíně a první provoz tkalcovny tohoto druhu na světě byl se 150 stroji otevřen v roce 1955 v Semilech.  Licence na použití patentu byly brzy nato prodány do Asie. Japonské licenční stroje běžely v roce 1972 s výkonem 1200 m/min. a asi od roku 1995 se dosahuje výkonu do 2300 m/min. 
Koncem 20. století bylo ve světě instalováno 140 000 hydraulických strojů (více než 95 % v Asii) tj. cca 1/10 celkové kapacity tkalcoven. 

V roce 2013 se podílely hydraulické stroje na celkové světové kapacitě 1,3 milionu bezčlunkových tkacích strojů asi 1/3, takže podíl tkanin s útkem zanášeným vodním paprskem dosáhl ve světě zhruba 20 %.  V roce 2019 bylo nově instalováno 78 000 strojů.